# Arthur Hugh Garfit Alston
Arthur Hugh Garfit Alston ( West Ashby, 4 de septiembre de 1902 — Barcelona, 17 de marzo de 1958) fue un botánico inglés.

## Biografía
Alston obtiene su bachillerato en 1924 en Oxford, época donde entra como asistente de curador en el herbario de los Reales Jardines Botánicos de Kew. Dirige el jardín botánico de Peradeniya, en Ceilán de 1925 a 1930.
En 1927, es designado miembro de la Sociedad linneana de Londres.
Es asistente jefe del Museo Británico en 1930 especializándose sobre las Pteridophytas , particularmente las del género Selaginella.
Realiza varias exploraciones para herborizar a Ceilán, y a América Central ( 1938 a 1939) e Indonesia (1953 a 1954).
Publica un suplemento de la obra Flora of Ceylon de Henry Trimen (1843-1896) en 1931. Y fue autor de 'Kandy Flora (1938) y de Ferns and Fern-allies of West Tropical Africa (1959).
Dirige la revista British Fern Gazette de 1937 a 1949.
Sus colecciones se conservar en el Museo Británico y en el Museo del País de Gales.

## Honores
- Presidente de la "British Pteridological Society", de 1947 a 1958

### Epónimos
Género
- (Apocynaceae) Alstonia R.Br. ex Scop.[1]

Especies
- (Adiantaceae) Jamesonia alstonii A.F.Tryon[2]
- (Araceae) Anthurium alstonii Croat[3]
- (Asclepiadaceae) Hoodia alstonii (N.E.Br.) Plowes[4]
- (Asteraceae) Emilia alstonii Fosberg[5]
- (Euphorbiaceae) Glochidion alstonii Airy Shaw[6]
- (Gleicheniaceae) Gleichenia alstonii Holttum[7]
- (Isoetaceae) Isoetes alstonii C.F.Reed & Verdc.[8]
- (Lamiaceae) Premna alstonii Moldenke[9]
- (Lomariopsidaceae) Elaphoglossum alstonii Tardieu[10]
- (Melastomataceae) Dissochaeta alstonii Nayar[11]
- (Myrsinaceae) Ardisia alstonii Lundell[12]
- (Oxalidaceae) Oxalis alstonii Lourteig[13]
- (Poaceae) Garnotia alstonii Santos[14]
- (Portulacaceae) Anacampseros alstonii Schönland[15]
- (Rubiaceae) Gaertnera alstonii Malcomber[16]

- La abreviatura «Alston» se emplea para indicar a Arthur Hugh Garfit Alston como autoridad en la descripción y clasificación científica de los vegetales.[17]

## Fuente
- Ray Desmond (1994). Dictionary of British and Irish Botanists and Horticulturists including Plant Collectors, Flower Painters and Garden Designers. Taylor & Francis y Museo de Historia Natural (Londres).